# Кюбжак
Кюбжа́к (фр. Cubjac) — коммуна во Франции, находится в регионе Аквитания. Департамент — Дордонь. Входит в состав кантона Иль-Лу-Овезер. Округ коммуны — Перигё.
Код INSEE коммуны — 24147.

## География
Коммуна расположена приблизительно в 420 км к югу от Парижа, в 130 км восточнее Бордо, в 18 км к северо-востоку от Перигё.
По территории коммуны протекает река Овезер.

### Климат
Климат умеренный океанический со средним уровнем осадков, которые выпадают преимущественно зимой. Лето здесь долгое и тёплое, однако также довольно влажное, здесь не бывает регулярных периодов летней засухи. Средняя температура января — 5 °C, июля — 18 °C. Изредка вследствие стечения неблагоприятных погодных условий может наблюдаться непродолжительная засуха или случаются поздние заморозки. Климат меняется очень часто, как в течение сезона, так и год от года.

## Население
Население коммуны на 2010 год составляло 709 человек.
| 1962 | 1968 | 1975 | 1982 | 1990 | 1999 | 2010 |
| ---- | ---- | ---- | ---- | ---- | ---- | ---- |
| 614  | 572  | 594  | 646  | 636  | 642  | 709  |

## Администрация
| Период | Период | Фамилия            | Партия                              | Примечания |
| ------ | ------ | ------------------ | ----------------------------------- | ---------- |
| 1944   | 1972   | Морис Ламбер       |                                     |            |
| 1972   | 1983   | Пьер-Моиз Валантен |                                     |            |
| 1983   | 1995   | Марсель Миньо      |                                     |            |
| 1995   | 2000   | Реймон Жентрак     |                                     |            |
| 2000   | 2020   | Пьер Симон         | Французская коммунистическая партия |            |

## Экономика
В 2010 году среди 444 человек трудоспособного возраста (15-64 лет) 308 были экономически активными, 136 — неактивными (показатель активности — 69,4 %, в 1999 году было 67,4 %). Из 308 активных жителей работали 265 человек (140 мужчин и 125 женщин), безработных было 43 (17 мужчин и 26 женщин). Среди 136 неактивных 22 человека были учениками или студентами, 78 — пенсионерами, 36 были неактивными по другим причинам.

## Достопримечательности
- Церковь Успения Пресвятой Богородицы (XIX век)[5]
- Замок Пюи-оль-Фор[6]
- Замок Бори (XIX век)[7]
- Замок Розье[8]
- Замок Сюдри (XV век)[9]

## Фотогалерея
- Мэрия
- Церковь Успения Пресвятой Богородицы
- Интерьер церкви Успения Пресвятой Богородицы
- Картезианский монастырь
- Замок Бори
- Замок Пюи-оль-Фор
- Замок Сюдри
- Голубятня
- Военный мемориал
- Водяная мельница
- Мост через реку Овезер